# 農ドル!
『農ドル!』（のうドル!）は、NHK松江放送局が2010年に「地域発ドラマ」として制作したテレビドラマである。

## 概要
NHKでは、福岡放送局の『福岡発地域ドラマ』シリーズが一定の成果を上げたことを受け、他の放送局でも長時間ドラマの制作に乗り出す動きが出ている。この作品もその一つである。
朝日新聞が報じたところによると、このドラマを企画したのは当時松江局にいた6年目の職員・長谷知記（演出担当）である。このドラマが制作局で放送された後、人事異動で東京本部のドラマ番組部へ移り、大河ドラマ『江〜姫たちの戦国〜』のスタッフになった。

## ストーリー
荒木理央は、元気が売りの人気アイドル。亡き父との思い出を励みに東京で頑張っていたが、ラジオ番組での失言で休業を余儀なくされてしまう。マネージャー・小泉の案で、理央は実家の島根に帰り、両親の畑仕事を手伝い始める。その裏には、健気に頑張り成長する姿をブログで公開し、イメージアップを図って復帰させようという戦略があった。
しかし、田舎嫌いのために、島根での暮らしになじめない理央。頑固者の継父・正には怒られてばかりで畑仕事も辛い。母・恭子が見守ってくれていることだけが救いだった。
ブログを公開すると、「島根から出て行け」など、厳しいコメントだらけだった。傷ついた理央は、ブログも畑仕事も休み、堕落した日々を送る。だが、小泉が勝手にブログを更新。「新しい荒木理央」が動き出し、そのブログを見た同級生・錦織誠一が頼みがあると家までやって来てしまう。理央の復帰計画は、意図せぬ方向に進んでいくことに……。 

## 放送時間
すべて総合テレビジョン。
島根県内向け
2010年7月2日 19:30 - 20:13
中国ブロック
2010年7月16日 20:00 - 20:43（『ふるさと発スペシャル』枠）
九州・沖縄以外の全国
2010年9月23日 10:05 - 10:48
九州・沖縄は、後枠まで地域特集『音楽のタイム・カプセル〜九州のうた ファミリー・コンサート〜』を放送した。

## キャスト
- 荒木理央（21） - 平田薫
- 荒木恭子（48） - 手塚理美
- 荒木正（55） - 中本賢
- 錦織誠一（21） - 吉村卓也
- 堤弥太郎 - 村田遼太郎
- 近藤聡子 - 真下玲奈
- 山本吉三 - 柏木直人
- 山本淳子 - 石原久江
- 小泉亨（36） - 末武太

## スタッフ
- 作 - 佐々木あず
- 制作統括 - 小澤泰山
- 演出 - 長谷知記
- デスク - 樋口俊一
- 演出補 - 水ノ江知丈／有吉めぐみ
- 制作補 - 山本浩司／門田收平／木村亜矢子／高野史哉
- 記録 - 布施和行
- 音響効果 - 嶋野聡
- 装飾 - 陣野公彦
- 小道具・持ち道具 - 神立文子
- 美術進行 - 児玉宮子
- 衣裳 - 西村明美
- メイク - 福岡由美／柏木久美子
- 技術 - 宮﨑義則
- 撮影 - 桑垣徳志／村上智彦／吉田真也
- 照明 - 戎達生／村地英樹／三宅一充／徳原純司
- 音声 - 河原美和／浜満陽介
- 映像 - 板倉孝太
- 特機 - 友久哲也
- 制作・著作 - NHK松江